# Apokayana
Apokayana is een geslacht van spinnen uit de familie trilspinnen (Pholcidae).

## Soorten
Het geslacht kent de volgende soorten:
- Apokayana bako (Huber, 2011)
- Apokayana iban (Huber, 2011)
- Apokayana kapit (Huber, 2016)
- Apokayana kubah (Huber, 2016)
- Apokayana niah (Huber, 2016)
- Apokayana nigrifrons (Deeleman-Reinhold & Deeleman, 1983)
- Apokayana pueh (Huber, 2016)
- Apokayana sedgwicki (Deeleman-Reinhold & Platnick, 1986)
- Apokayana seowi (Huber, 2016)
- Apokayana tahai (Huber, 2011)